# Années 1480 av. J.-C.
Les années 1480 av. J.-C. couvrent les années de 1489 av. J.-C. à 1480 av. J.-C.

## Évènements

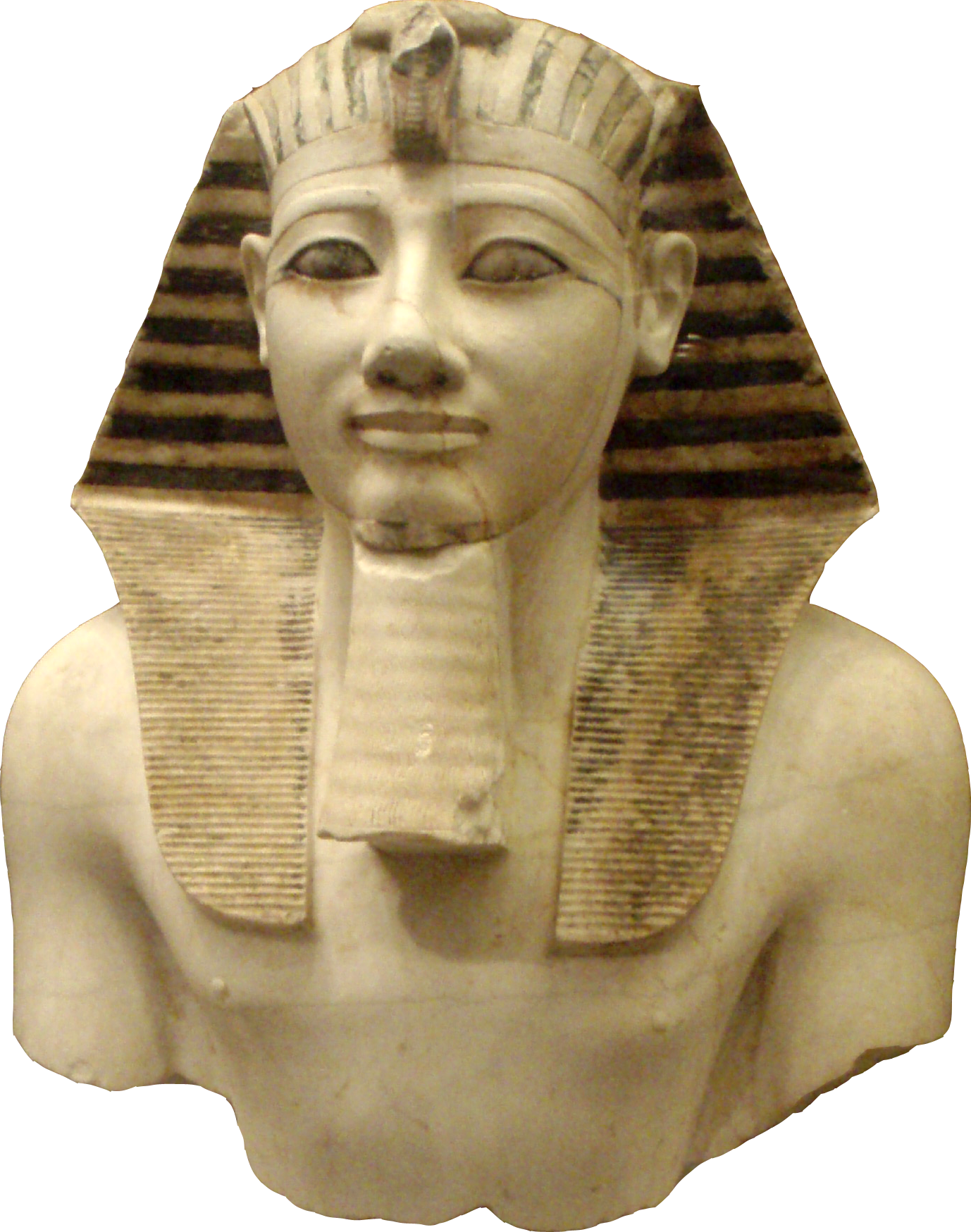
Thoutmôsis III

- 1490 av. J.-C. : début de règne de Wo Jia, quatorzième roi de la dynastie Shang en Chine selon la tradition[1].
- 1484-1473 av. J.-C.[2] : règne de Nûr-ili, roi d’Assyrie[3].
- 1482 av. J.-C. : à la mort d’Hatchepsout, en l’an 21 ou 22 de son règne, Thoutmôsis III accède enfin au pouvoir[4]. Les provinces d’Asie sont alors sérieusement menacées par l’inaction militaire d’Hatchepsout et les manœuvres de Saustatar, roi du Mitanni, qui constitue une vaste coalition en Syrie, menée par le prince de Kadesh. Thoutmosis III mène 17 expéditions en Asie avec une grande habileté, dont il nous a laissé le récit dans les « Annales » inscrites sur les murs de la salle du sanctuaire de la barque sacrée d’Amon Rê, érigée au temple de Karnak. La première le conduit à la victoire de Megiddo (qui se rend après sept mois de siège, an 23) sur une coalition des villes syro-palestiniennes[5]. 
  - Menkheperrêseneb, grand prêtre d’Amon à Karnak sous le règne personnel de Thoumosis III[6].
  - Nehy, vice-roi de Nubie vers l’an 23 ou 252 du règne de Thoumosis III[7].
- 1481 av. J.-C.[4] : victoire du roi d'Égypte Thoutmôsis III à la bataille de Megiddo en l’an 23 de son règne. Il repousse les frontières jusqu’à l’Euphrate, stoppant l’expansion du Mitanni.

## Économie et société
- Thoutmôsis III commence la construction d’un grand port sur l’île de Pharos[8].
- Les temples, notamment ceux d’Amon et de Ptah, reçoivent du roi de larges offrandes. Leurs domaines prennent une importance considérable. Ils deviennent, par délégation, le relais social de l’administration des terres, gérant directement une partie de leurs domaines, en attribuant une autre partie aux hauts fonctionnaires de l’État. Ce dernier garde un droit de regard sur la mise en culture des terres, se réservant de reprendre, pour les réattribuer, celles qui sont insuffisamment exploitées. Les fonctionnaires agissant pour les temples confient souvent l’exploitation des terres à des gérants et tenanciers disposant d’une main-d’œuvre servile, de plus en plus d’origine étrangère. Une certaine forme de privatisation du sol apparaît. Des champs relativement importants (autour d’un ha) sont attribués à des particuliers, surtout des militaires, pour services rendus. S’ils restent attachés à une fonction et donc inaliénable, ils peuvent être transmis aux héritiers. Ils peuvent être attribués personnellement et sont alors véritablement privatisés : ces lots prennent une grande importance à l’époque ramesside. D’autre part des terres peuvent être attribuées à des cultivateurs libres en échange de services divers qui peuvent être demandés par l’État suivant les besoins.

## Art et culture
- Thoutmôsis III entreprend de nombreuses constructions et restaurations à Karnak. Il poursuit la construction du temple de Médinet-Habou commencée par Thoutmôsis Ier, et élève de nombreux autres monuments religieux en Égypte (Éléphantine, Abydos, Hermonthis, Koptos, Héliopolis)[9] et en Nubie (Amada, Bouhen, Semneh, Koumneh). Il fonde le premier temple d'Amon de Napata, dans la « Montagne pure »[10]. Il érige quatre obélisques qui sont actuellement à Constantinople, Londres, New York et Rome[11].